# 橫道秀綱
横道秀綱（？—1570年）是日本戰國時代至安土桃山時代的武將。尼子氏家臣。通稱兵庫助。別名政光、正光。尼子十勇士之一。父親是横道清高（助四郎、兵庫介、備前守、石見守）。弟弟有横道高光（源助）和横道高宗（權允），加上秀綱被許多軍記物等合稱為「横道兄弟」。
横道氏出身自石見國邇摩郡大家庄西鄉横道村。

## 生平
生年不詳。父親清高是出雲國戰國大名尼子氏的宿老。永祿9年（1566年），毛利氏攻陷月山富田城，令戰國大名尼子氏滅亡，主君尼子義久降伏並被送到安藝國，此時希望随行，不過不被毛利氏允許，於是與弟弟們一同前往大和國寄身於松永久秀之下，不久後離開，並與山中幸盛等人一同擁立尼子勝久，受織田信長援助並計劃再興主家，一時間得到城池並使尼子氏再興。永祿13年（至元龜元年（1570年）），尼子軍以6千餘士兵在出雲國布部山城與毛利軍1萬餘士兵激戰，此時被投向毛利方的姪婿中井善左衛門擊殺。

## 外部リンク
- 横道正光伝 （页面存档备份，存于）
- 尼子氏-再興と滅亡 （页面存档备份，存于）